# Philipp Jeningen

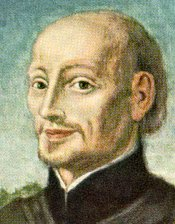
Pater Philipp Jeningen SJ

Johann Philipp Jeningen (* 5. Januar 1642 in Eichstätt; † 8. Februar 1704 in Ellwangen) war ein deutscher Jesuit und Volksmissionar. Er wird als der „gute Pater Philipp“ und „Apostel des Virngrundes“ verehrt. Am 16. Juli 2022 wurde er seliggesprochen.

## Leben
Philipp Jeningen wurde als viertes von elf Kindern des Goldschmieds und Bürgermeisters Nikolaus Jeningen geboren. Er studierte in Ingolstadt Philosophie und trat 1663 mit 21 Jahren in das Landsberger Noviziat des Jesuitenordens ein. Seit dem 15. August 1654 gehörte er der Marianischen Kongregation an. Nach dem Noviziat von 1663 bis 1665 ging Jeningen ein zweites Mal nach Ingolstadt, nun zum Studium der Theologie. Er wurde im Juni 1672 im Eichstätter Dom zum Priester geweiht, legte 1677 die Ewige Profess ab und war somit endgültig Jesuit.
Zunächst unterrichtete er Griechisch, Latein und Religion an Schulen in Mindelheim und Dillingen. 1680 wurde er nach Ellwangen versetzt. Er beabsichtigte, nach Indien in die Mission zu gehen und damit seinem großen Vorbild Franz Xaver zu folgen. Obwohl er immer wieder darum bat, verfügten seine Ordensoberen, dass er für die Mission in der Heimat tätig werden sollte, und schickten ihn nach Mindelheim und Dillingen. In Ellwangen und auch weit darüber hinaus wirkte Pater Philipp als Volksmissionar. Er galt als eher unbegabter Redner. Er beeindruckte vielmehr durch seinen asketischen Lebenswandel. So schlief er auf dem nackten Fußboden.
Auf Pater Philipp und Fürstpropst Johann Christoph Adelmann von Adelmannsfelden geht der Bau der Schönenbergkirche zurück: Als am 14. September 1681 bei einem Gewitter in das Haus Bucher in der Schmiedstraße der Blitz eingeschlagen hatte und die ganze Stadt bedrohte, versprach der Fürstpropst seinem Freund Jeningen, die heutige Schönenbergkirche zu bauen, sollte die Stadt verschont bleiben. Daraufhin entstand zwischen den Jahren 1682 und 1685 die Schönenbergkirche, eine barocke Marienwallfahrtskirche auf dem Schönenberg.
Jeningen starb am 8. Februar 1704 im Alter von 62 Jahren in Ellwangen und wurde zunächst im Kreuzgang der Basilika St. Vitus begraben. 1953 wurden seine Gebeine im Beisein Bischof Leiprechts in die Liebfrauenkapelle der Basilika St. Vitus in Ellwangen umgebettet.

## Verehrung
Ihm zu Ehren wurde das „Pater-Philipp-Jahr 2004“ abgehalten, welches von zahlreichen Gottesdiensten und Veranstaltungen begleitet wurde, u. a. dem Besuch des damaligen Eichstätter Bischofs Mixa. Die „Action Spurensuche“ wurde vor über 15 Jahren von jungen Erwachsenen mit der Idee gegründet, auf den Spuren Pater Philipps zu wandern. Nach Pater Philipp sind heute Straßen, Gebäude und Plätze in Ellwangen, Eichstätt und Umgebung benannt.

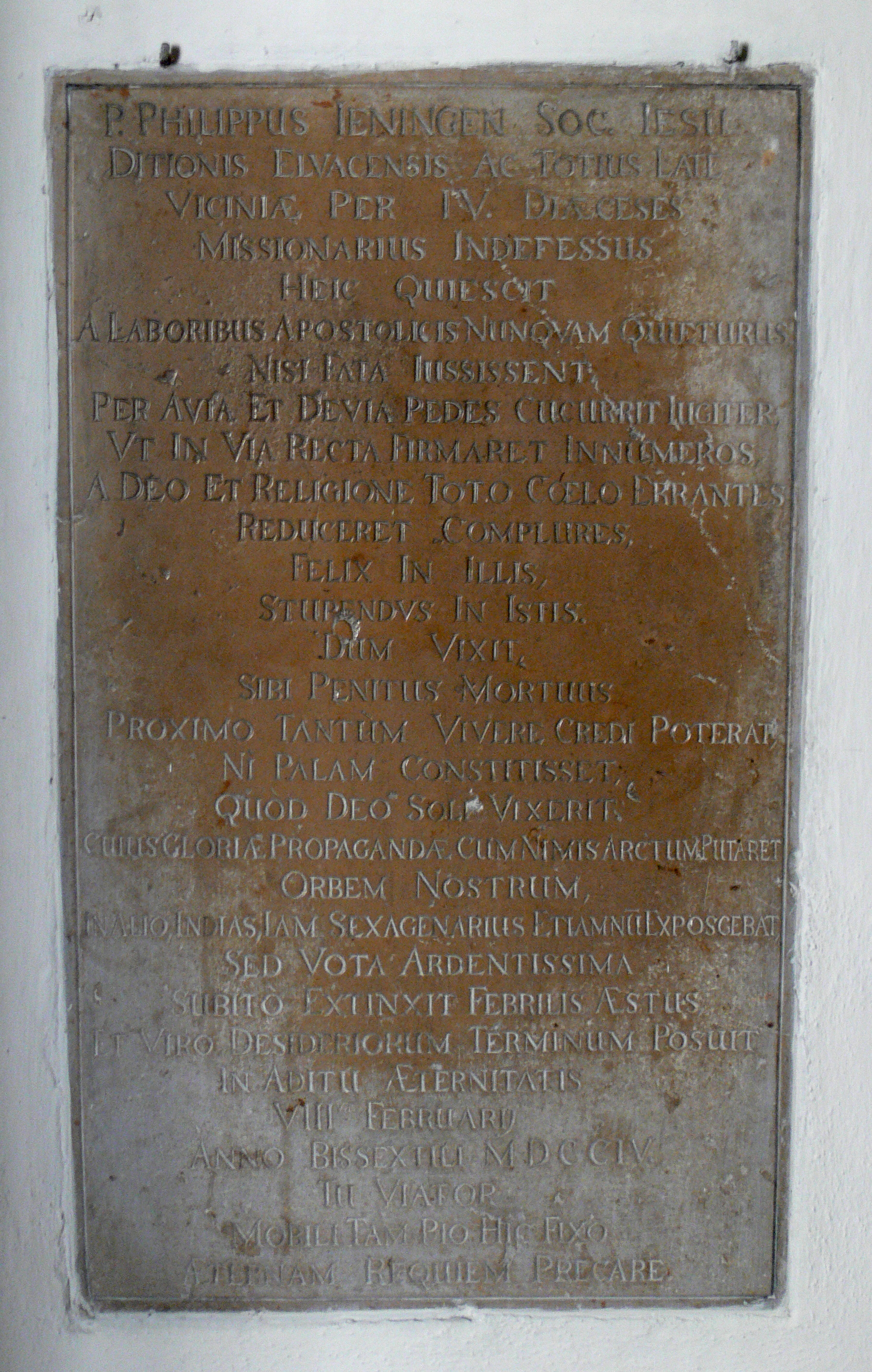
Epitaph im Ellwanger Kreuzgang

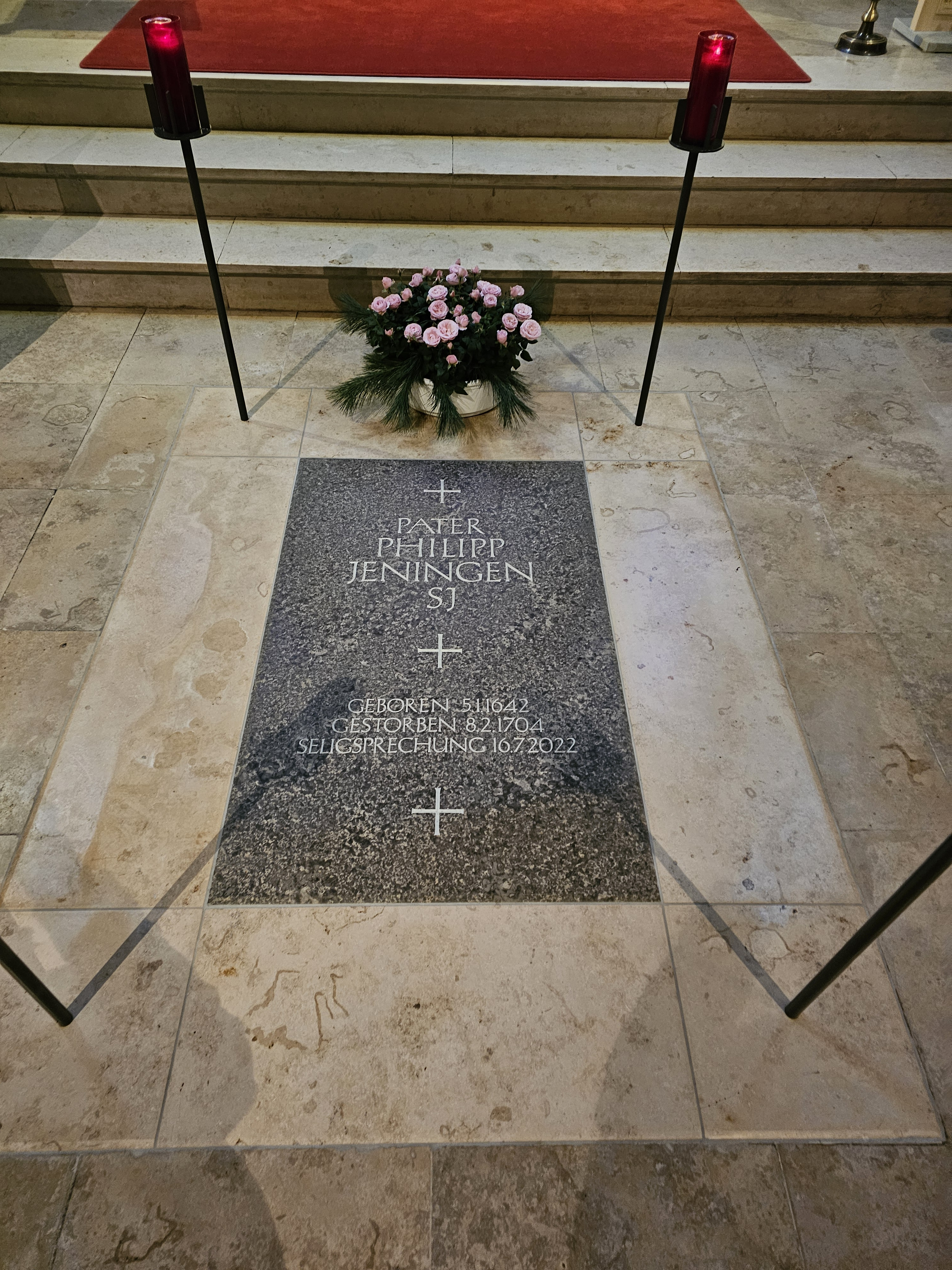
Grab Jenningens in der Liebfrauenkapelle

Die lateinische Grabinschrift im Ellwanger Kreuzgang zeugt vom Leben Pater Philipps und seiner Bedeutung für Ellwangen.

## Seligsprechung
Die Diözese Rottenburg-Stuttgart, die Deutsche Bischofskonferenz und der Jesuitenorden stellten 1920 bei der Kurie den Antrag, den Seligsprechungsprozess für Pater Philipp einzuleiten. Der Seligsprechungsprozess wurde 1945 eingeleitet.
1989 wurde ihm von Papst Johannes Paul II. der „heroische Tugendgrad“ mit dem Titel ehrwürdiger Diener Gottes zuerkannt. Am 7. November 2011 wurde von Bischof Gebhard Fürst das Kirchengericht berufen, das die Anerkennung der unerklärlichen Heilung eines Mannes auf Fürsprache Pater Philipps prüfen sollte. Papst Franziskus erkannte am 19. Juni 2021 ein seiner Fürsprache zugeschriebenes Wunder als letzte Vorstufe zur Seligsprechung an. Am 16. Juli 2022 wurde Philipp Jeningen in einem Pontifikalamt vom Luxemburger Erzbischof Kardinal Jean-Claude Hollerich in Vertretung des Präfekten des Dikasteriums für die Selig- und Heiligsprechungsprozesse, Kardinal Marcello Semeraro, auf dem Marktplatz vor der Basilika St. Vitus in Ellwangen seliggesprochen. Anlässlich der Seligsprechung braute die Ellwanger Rotochsenbrauerei ein „Pater Philipp Festbier“. Auf den Flaschen war ein Gemälde Jeningens vor der Basilika und der Stadtkirche zu sehen.

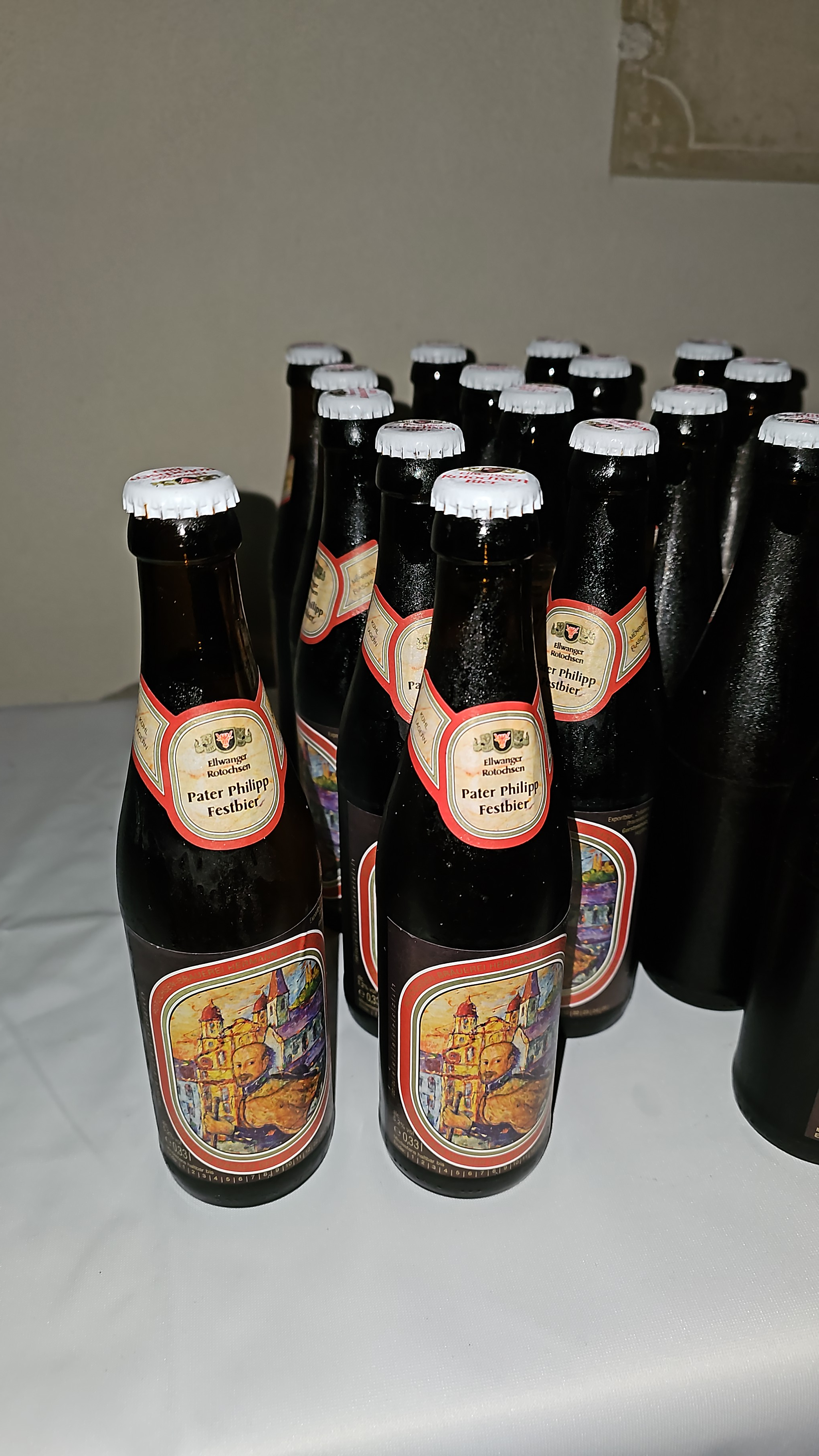
Pater Philipp Festbier